# Therapietrouw
Therapietrouw is het gewillig en blijvend volgen van de door een arts voorgeschreven behandeling door een patiënt. Verondersteld wordt dat een verminderde therapietrouw kan leiden tot een verhoogd risico op ziekte, sterfte en hogere kosten. Het gaat erom hoe goed de patiënt een voorgeschreven therapie of kuur blijft volgen.
Met Engelstalige termen worden onderscheiden:
- Adherence: in hoeverre de patiënt afspraken nakomt.
- Compliance: de mate waarin de patiënt de aanbevelingen van de voorschrijver opvolgt.
- Concordance: in hoeverre patiënt en behandelaar het eens worden over de behandeling.
- Persistence: in hoeverre de patiënt het geneesmiddelgebruik volhoudt.

Acceptatie van ziekte en behandeling zijn belangrijke voorwaarden voor therapietrouw. De nadruk ligt daarom meer op het motiveren en begeleiden van de patiënt dan op het naleven van voorschriften. Overeenstemming over het doel van de behandeling en de middelen, die daarvoor nodig zijn, is een voorwaarde voor therapietrouw.
Het is normaal gesproken in het belang van de patiënt dat hij zijn voorgeschreven therapie blijft volgen. Doet hij dat niet, dan is dat mogelijk in het nadeel van zijn gezondheid. Doordat de voorgeschreven behandeling niet volgens voorschrift wordt toegepast, krijgt de patiënt niet de kwaliteit van behandeling die mogelijk is. Hij loopt bijvoorbeeld zonder het te beseffen een grotere kans op een herseninfarct of hartinfarct. Bovendien zijn er medicijnen waarbij onregelmatige inname extra riskant is. Zelfs is er risico voor de omgeving, wanneer ziekteverwekkers resistent worden, doordat de nodige antibiotica te laag gedoseerd worden ingenomen.

## Redenen om af te wijken van de therapie
Het is mogelijk dat een patiënt er geen erg in heeft dat hij zijn therapie niet goed volgt:
- Vergeetachtigheid
- Ingewikkelde doseringsschema's
- Patiënt begrijpt het behandeldoel niet goed
- Veranderde naam en/of verpakking
- Veel verschillende medicijnen
- Analfabetisme
- Slechtziendheid

Het kan ook zijn dat hij redenen heeft om de therapie niet te blijven volgen:
- Kosten
- Bijwerkingen of angst daarvoor
- Weerzin tegen medicijngebruik
- Ontkenning ziek zijn

## Controle
Men onderscheidt de directe en de indirecte methode.

### Indirecte methode
In de praktijk zal men af moeten gaan op wat de patiënt zelf hierover zegt. Belangrijk is de vragen neutraal te stellen om te voorkomen dat de patiënt zal antwoorden wat de behandelaar graag wil horen. Hoe goed een patiënt een therapie volgt kan bijvoorbeeld worden ingeschat met de Beliefs about Medicines Questionnaire BMQ, een lijst met stellingen over medicijnen.

### Directe methode
Bij de directe methode meet men bijvoorbeeld de hoeveelheid geneesmiddel in het bloed, urine of haar.

### Onderzoek
In een Nederlandse overzichtsstudie uit 2004 was naar schatting 60-70% van de patiënten therapietrouw. Er werden grote verschillen gevonden per ziekte en type medicatie Volgens een literatuuroverzicht van 139 onderzoeken bij patiënten, die medicijnen slikten om het risico op hart- en vaatziekten te verminderen, bleken de deelnemers gemiddeld 260 dagen per jaar, dus 72% het geneesmiddel in te nemen. In een ander onderzoek naar het gebruik van medicijnen tegen hoge bloeddruk bleek slechts 5% van de deelnemers dagelijks de medicijnen in te nemen.
De helft van de deelnemers stopte binnen het jaar met de medicijnen. Geneesmiddelen voor astma en COPD, die vaak via inhalatie moeten worden ingenomen en daardoor een extra uitdaging kennen, hebben een van de laagste therapietrouwcijfers. Een van de plekken waar in Nederland veel onderzoek wordt gedaan naar therapietrouw is in het Medication Adherence Expertise Center of the northern Netherlands (MAECON) in Groningen.

## Voorspellers
Behalve de hierboven beschreven eigenschappen dienen voorspellers ervoor dat een patiënt zijn therapie goed volgt: psychische problemen, moeite met nakomen van afspraken of een slechte relatie met de hulpverlener. Er is geen bewijs dat het geslacht, ras of de sociaal-economische status ertoe doen.

## Onvoldoende therapietrouw
Voldoende therapietrouw is noodzakelijk om een effectieve behandeling mogelijk te maken. Wanneer een cliënt onvoldoende therapietrouw toont, is het aan de therapeut om de cliënt hiertoe aan te zetten. Er zijn verscheidene methodes om dit te bewerkstelligen. Een veel gebruikt uitgangspunt is het raadplegen van een gedragsverklarend model. Deze modellen analyseren welke gedragskenmerken de therapietrouw verhinderen. Veelgebruikte modellen zijn:
- het Health Belief Model - Het gaat er hierbij om in hoeverre mensen openstaan voor preventie en gedragsverandering uit gezondheidsbevorderende overwegingen in samenhang met de waargenomen dreiging en de voordelen die gedragsverandering zal opleveren tegenover de nadelen.
- het ASE model - Gedrag, sociale invloed en eigen-effectiviteitsverwachting van de patiënt worden hierbij beoordeeld.
- het Stages of Change model - Bepaalt de gedragsverandering van een patiënt tijdens de kuur.

Elk model heeft voor- en nadelen, de toepasbaarheid dient per situatie te worden afgewogen.
Wanneer duidelijk is waarom een patiënt een therapie niet meer goed volgt, zal de therapeut beter in staat zijn de patiënt adequaat te adviseren.

## Begeleiding
De houding van de patiënt tegenover de ziekte en de behandeling blijkt veel meer invloed te hebben dan buiten hem liggende oorzaken. De motivatie van de patiënt de therapie te blijven volgen is belangrijker dan zijn opleidingsniveau en leeftijd.
Omdat de motivatie van de patiënt voor de noodzakelijke therapietrouw doorslaggevend is, ligt de oplossing op het gebied van de communicatie tussen behandelaar en patiënt. De patiënt zal daarbij voldoende ruimte moeten krijgen zijn reserves tegenover de therapie en de diagnose te uiten. Er zal voldoende tijd moeten worden genomen de diagnose en behandeling en eventuele andere mogelijkheden te bespreken. Bij chronische ziekten wordt voor de begeleiding steeds vaker een beroep gedaan op de eerstelijnszorg en op gespecialiseerde verpleegkundigen.